# 華渓駅
華渓駅（ファゲえき）は、大韓民国ソウル特別市江北区水踰洞にある牛耳新設軽電鉄の駅。

## 駅構造
相対式ホーム2面2線の地下駅。出口は2箇所ある。

### のりば
- のりばの番号は存在しない。

| 上り | ●牛耳新設線 | 加五里・北漢山牛耳方面 |
| 下り | ●牛耳新設線 | 三陽・新設洞方面       |

## 駅周辺
- 韓信大学校神学大学院
- 華溪寺
- 華溪中学校
- 水踰中学校
- ソウル踰峴初等学校
- 恵化女子高等学校

## 歴史
- 2017年
  - 3月2日 - 駅名を 「華渓駅」に決定[1]。
- 9月2日 - 駅開業。

## 隣の駅
牛耳新設軽電鉄
● ソウル軽電鉄牛耳新設線
加五里駅  - 華渓駅  -  三陽駅